# Minyplanetes kroombensis
Minyplanetes kroombensis är en klomaskart som beskrevs av Reid 1996. Minyplanetes kroombensis ingår i släktet Minyplanetes och familjen Peripatopsidae. Inga underarter finns listade i Catalogue of Life.